# Inverted Jenny

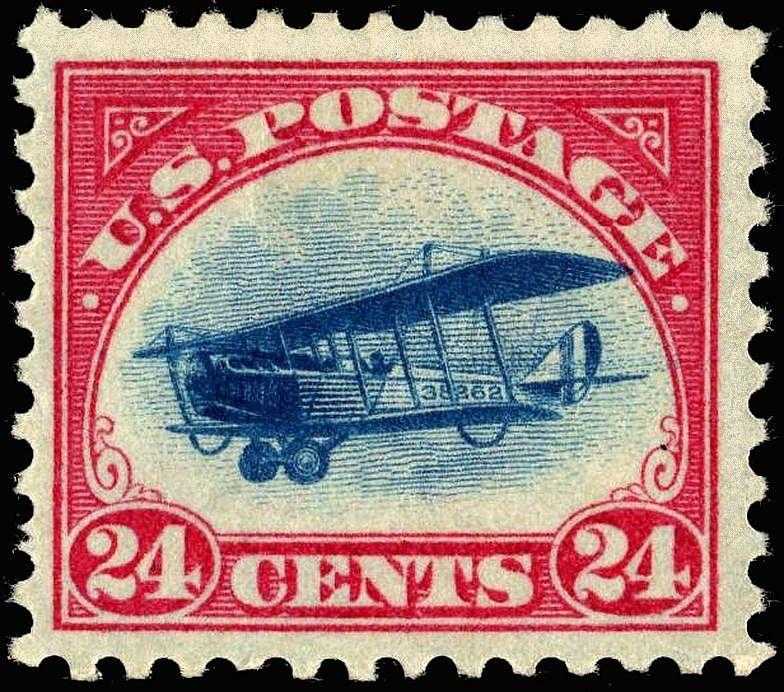
Korrekter Druck

Die Inverted Jenny, (dt.: auf dem Kopf stehende Jenny) manchmal auch Jenny Invert, ist der Name eines berühmten Fehldruckes einer US-amerikanischen Briefmarke aus dem Jahr 1918. Sie ist nicht die einzige Briefmarke der Welt, von der es eine kopfstehende Variante gibt, und auch nicht die einzige amerikanische kopfstehende Briefmarke.

## Der Fehldruck
Der Fehldruck unterscheidet sich von der Originalmarke darin, dass das Flugzeug, eine Curtiss JN-4 mit Spitznamen „Jenny“, im Zentrum des Briefmarkenmotives verkehrtherum gedruckt wurde. Dies war möglich, da die Briefmarke in zwei verschiedenen Farben und Druckgängen hergestellt wurde. Das Flugzeug wurde in blauer, der Rand in roter Farbe gedruckt. Dieser Fehldruck zählt zu den größten und wertvollsten Raritäten der Philatelie. Es sind nur 100 Exemplare dieser Briefmarke bekannt. Ein Exemplar der Marke wurde auf einer Auktion in den USA am 31. Mai 2016 für 1,351 Millionen US-Dollar (Zuschlag 1,175 Millionen US-Dollar plus 15 % Kommission) versteigert. Ein 4er Block der Marke wurde am 8. Juni 2021 durch Sotheby’s in New York versteigert und erzielte 4.860.000 Dollar.

## Entstehung und Entdeckung
Bei der Originalmarke handelt es sich um die erste Flugpostmarke der USA. Sie konnte ab 15. Mai 1918 zur Bezahlung der Flugpostgebühren verwendet werden. Für die neue Flugpostverbindungen zwischen Washington D.C., Philadelphia und New York City gab die Post extra erstmals eine Luftpostmarke heraus. Als Flugzeuge für diese Linie dienten mehrere Curtiss JN-4. Zuvor wurden bereits mehrere Versuche der US-amerikanischen Post mit einer möglichen Postbeförderung per Flugzeug unternommen. Der Postwert der Briefmarke, der sich mit den Flugpostgebühren deckte, war mit 24 Cents relativ hoch angesetzt. Die neue Luftpostlinie war nicht viel schneller als die konkurrierende Post per Zugverbindung, aber achtmal so teuer wie die konventionelle Post erster Klasse.
Mit dem Druck der Flugpostmarken wurde erst am 10. Mai 1918 begonnen. Zuvor war man seit 4. Mai mit dem Gravieren der Druckplatten beschäftigt gewesen. Die Auslieferung der Briefmarken erfolgte jedoch bereits am 13. Mai. Der Druck der Briefmarken musste also in großer Eile erfolgen. Eine Entstehung von Fehldrucken war somit sehr wahrscheinlich.
Am 14. Mai 1918, dem Erstausgabetag der Flugpostmarke, entdeckte der Philatelist W. T. Robey einen Bogen zu 100 Briefmarken der Inverted Jenny („my heart stood still“). Er kaufte diesen und überzeugte sich, dass dieser der einzige Bogen mit Fehldrucken des Postamtes war. Er konnte den Bogen, aus dem alle heutigen bekannten Stücke stammen, für 15.000 $ an den bekannten Briefmarkenhändler Eugene Klein verkaufen. Dieser verkaufte diesen sofort für 20.000 $ an den Sammler Edward H. R. Green weiter. Dieser zertrennte auf Anraten Eugene Kleins den Bogen und begann mit dem Verkauf mehrerer Paare und Einzelstücke, die sich heute in den verschiedensten Briefmarkensammlungen der Welt wiederfinden. Green versah außerdem den Markenbogen mit einer aufsteigenden Nummerierung mit Bleistift (von 1 bis 100), sodass die Lebensläufe der verschiedenen Marken gut nachverfolgt werden können. Anschließend verkaufte er einige davon, darunter Viererblocks. Dabei behielt Edward Green unter anderem die größte zusammenhängende Einheit, einen Achterblock, für seine eigene Sammlung.

## „Inverted Jenny“ in Film, Fernsehen und Presse
Die „Inverted Jenny“ wurde in der US-amerikanischen populären Kultur zum Sinnbild einer besonders teuren Briefmarke:
- Im Kinofilm Zum Teufel mit den Kohlen musste der Protagonist Brewster innerhalb von 30 Tagen 30 Millionen Dollar ausgeben – was ihm unter anderem damit gelingt eine Postkarte mit einer „Inverted Jenny“ zu frankieren.
- In der Simpsons-Folge Homer und die Sangesbrüder (9F21) findet Homer Simpson auf einem Flohmarkt einen ganzen Bogen mit „Inverted Jennys“ und wirft ihn achtlos weg, da die Flugzeuge ja alle falsch herum aufgedruckt sind.

## Objekt für Fälscher
Die Inverted Jenny wurde aufgrund ihres hohen Sammlerwerts immer wieder auch Objekt für Fälschungsversuche. Ende 2006 frankierte ein anonymer Briefwähler bei den US-Kongresswahlen das Wahlkuvert mit einer „Inverted Jenny“. Bei der Wahl der Briefmarke auf dem in Fort Lauderdale (Florida) gefundenen Umschlag handelte es sich jedoch um Absicht, wie ein Sammler zugab, der sich wenige Tage später meldete. Die verwendete Marke stamme aus einem von der US-Postbehörde gedruckten Gedenkblock und sei höchstens 50 Cent wert. Er nutze diese Marken häufig, um beim Adressaten Aufmerksamkeit zu erregen. Dies wurde bei einer Untersuchung im Büro des Wahlleiters bestätigt.

## Gedenkausgabe von 2013
Am 22. September 2013 brachte die US-Post eine Gedenkausgabe zum 95-jährigen Jubiläum heraus. Es handelt sich hierbei um einen Kleinbogen mit sechs selbstklebenden Briefmarken zu je 2 US-Dollar. Diese wurden in geschlossenen Verkaufsverpackungen angeboten. Die Auflage betrug 2,2 Millionen Bogen zu je 12 Dollar. Die Post teilte einige Tage nach dem Ausgabetag mit, dass 100 Bogen den Doppeldecker in normaler Stellung zeigen und der Gesamtauflage nach dem Zufallsprinzip beigemischt wurden.